# Anker Meyer Andersen
Anker Meyer Andersen (* 28. Mai 1910 in Kopenhagen; † nach 1942) war ein dänischer Bahnradsportler.
Bei den UCI-Bahn-Weltmeisterschaften 1931 wurde Anker Meyer Andersen Dritter im Sprint der Amateure, zwei Jahre später, bei den Bahn-Weltmeisterschaften 1933 konnte er diese Platzierung erneut erreichen. Dreimal wurde er zudem dänischer Meister im Sprint, 1932 und 1933 bei den Amateuren und 1942 bei den Profis. Viermal gewann er zudem Bahnrennen bei Skandinavischen Meisterschaften.